# Квартирная повинность
Квартирная или постойная повинность — повинность, состоящая в обязанности населения отводить помещения (постой) для войск, в местах их постоянного расположения (зимние и летние квартиры) или временных остановок (лагеря и привалы).
Квартирная или постойная повинность долгое время почти во всех европейских государствах составляла главный способ снабжения вооружённых сил постоянными квартирами.

## История
С развитием военного дела в мире, с созданием регулярных войск и сил (вооружённых сил) возникла и потребность в размещении формирований войск и сил в определённых местах, с соблюдением определённых условий исходя из стратегического, оперативного или тактического характера. Так и появилась эта повинность почти во всех европейских государствах. 
Например в Священной Римской империи Имперская армия представляла собой сброд плохо вооружённых различных подонков германского общества, которыми владетели мелких монархий наполняли свои контингенты, а их соотечественники страшились их пуще врагов германских земель, не давали им зимних квартир, иногда дубьём отгоняли их от своих поселений. А поведение русских солдат на постое генерал Александр Ланжерон описывал так:
Он распутствует с его женой, бесчестит его дочь… ест его цыплят, его скотину, отнимает у него деньги и бьет непрестанно. <…> Каждый месяц перед выходом из мест квартирования должны собирать крестьян, опрашивать их о претензиях и отбирать у них подписки. <…> Если крестьяне недовольны, то их поят вином, напаивают их, и они подписывают. Если же, несмотря и на все это, они отказываются подписывать, то им угрожают, и они кончают тем, что умолкают и подписывают.
Одной из самых тяжелых постойная повинность была в столице, Санкт-Петербурге, где от нее, как и во всей стране, освобождались только избранные (священники, дворцовые плотники и некоторые другие категории). В каждом доме селили по 15-20, а кое-где и по 25 солдат, которые, судя по жалобам жителей, причиняли им большое беспокойство: «По избе ходить не велят и бранятся непрестанно; лошадь в огороды пускают; из избы выбил и в избу не велит ходить; погреб запер ключом; дрова берет без спросу; кур из избы бьют, если в избу войдут и ногами пинают; ограду жгут, ломают и т. д.»
Обременительность этой повинности для населения, её неуравнительность и неудобство для самих войск издавна побуждали к изысканию способов замены её казарменным расположением войск, но и до конца XIX века квартирная повинность существовала, хотя и в ограниченном размере: отвод воинских помещений возлагаелся на население только в тех случаях, когда войска не могли быть помещены в государственных или общинных казармах (например, в Германии по имперскому закону 21 июня 1887 года, в Австрии по закону 11 июня 1879 года и так далее), или в военное время (натуральные повинности).
В России правительство еще с 1814 года приступило к переводу квартирной повинности на деньги в отдельных городах. К концу пятидесятых годов XIX века в 48 городах были введены особые положения для уравнительного отправления постойной повинности устройством казарм на счёт обывателей или же выдачею имеющим право на квартиры определенных сумм для найма помещений. Позднейшие работы по вопросу о переложении квартирной повинности на деньги (в 1849 году был учрежден для того новый комитет при министерстве внутренних дел) не имели успеха, и изданным в 1851 году Уставом о земских повинностях было подтверждено, что всем войскам, которые не могут быть помещены в устроенных по городам и селениям казармах или в других ничем не занятых казенных или общественных зданиях, отводятся квартиры в домах местных обывателей; а так как существовавшие в то время казармы могли вместить едва ⅓ войск, то размещение последних по обывателям было преобладающим явлением.
Отправлению постойной повинности по Уставу подлежали все вообще дома частных лиц и общественные, в том числе дома дворян, чиновников и канцелярских служителей, исключая бедных. Из этого общего правила допускалось очень много изъятий: главных категорий льгот от воинского постоя было, по счету податной комиссии, 26, а второстепенных — несколько сот. Во главе льгот стояло освобождение от постоя, «как в натуре, так и от платежа квартирных денег», помещичьих домов в деревнях, дарованное жалованной грамотой 1785 года. На обязанность домохозяев возлагалось снабжение постояльцев отоплением, освещением, мебелью, водою и некоторыми другими принадлежностями. Никакой платы за отправление квартирной повинности не полагалось; поэтому в некоторых губерниях земские учреждения установили вознаграждение за постой из сумм земства.
К середине XIX века в казармах размещалась лишь треть русской армии, а остальные войска по-прежнему размещались в частных жилищах.
Правила устава 1851 года, за некоторыми частными изменениями, сохранили силу до издания Высочайше утвержденного 8 — 20 июня 1874 года Положения о преобразовании воинской квартирной повинности, измененного и дополненного законом 14 марта 1894 года (Собрание Узакон. 1894 г., ст. 750). Квартирное довольствие войск принято на счёт казны, и отвод квартир войскам натурою оставлен на обязанности обывателей лишь в следующих случаях:
- по особым распоряжениям правительства при чрезвычайных обстоятельствах;
- в мирное время: при передвижении войск и кратковременных их остановках, не превышающих 3-дневного срока, в течение первых трех дней по прибытии войск на новые квартиры, если не имеется для них готовых помещений в казармах или нанятых зданиях, и на время пребывания на сборных пунктах нижних чинов запаса и ратников ополчения, призываемых в учебные сборы, а также новобранцев.

Кроме того, городские и сельские общественные управления могли размещать офицеров и нижних чинов по обывателям в случаях невозможности расквартирования их иными способами. За первые трое суток по прибытии войска на постоянные квартиры и за квартиры, отведенные не более как на трое суток, хотя бы для разных, сменяющих друг друга частей, платы не полагается, в остальных же случаях обывателям выдается за отведенные квартиры плата от казны. От постоя освобождаются здания дворцовые, казенные, удельные, церковные и монастырские, кроме отдаваемых в наем, архиерейские дома, помещения церквей, учебных, ученых и благотворительных учреждений, дома в городах, имеющие не более одного покоя, и нежилые помещения, занятые торговыми и промышленными заведениями. Прочие льготы, допускавшиеся по уставу о земских повинностях, отменены. Обязанности по отводу квартир у обывателей возлагаются на городское и сельское общественное управление, в селениях же, не входящих в состав сельских обществ, в отдельно лежащих мызах и усадьбах, а также в домах лиц, не подчиненных ведению сельского общественного управления, квартиры отводятся по билетам, выдаваемым земскими управами, а где земские учреждения не введены — полициею. На наем помещений для войск отпускаются суммы по сметам военного министерства.
Размеры квартирных окладов установлены по местностям, которые в отношении окладов для нижних чинов разделяются на 20 разрядов, в отношении прочих — на 5 и в отношении стоимости топлива на варку пищи и хлебопечения — на 11. Распределение на разряды установлено в законодательном порядке, причем соглашению подлежащих министров предоставлялось перечислять городские поселения по ходатайствам их в высшие разряды и повышать и понижать для различных местностей средние оклады для помещений нижних чинов, управлений и заведений, не выходя, однако, из общей суммы, причитающейся по тем окладам на всю империю. По закону 1894 года расписания местностей по разрядам устанавливаются на шесть лет министром внутренних дел по соглашению с министрами военным и финансов и государственным контролером. Генералы и офицеры получают квартирные оклады на руки, наем же помещений для нижних чинов и воинских учреждений производится губернскими распорядительными комитетами.
В случае безуспешности всех указанных в законе мер обеспечения квартирного довольствия войск причитающиеся на этот предмет суммы могут быть переданы местному городскому или сельскому общественному управлению, которые обязуются помещения для штабов, управлений и заведений нанять или предоставить в общественных зданиях, а квартиры нижним чинам нанять или отвести натурою, с выдачею хозяевам квартирных окладов. На общественное управление возлагается также обязанность нанять или отвести квартиры для офицеров целой части войска, если последние не будут в состоянии нанять себе квартиры за установленные оклады. Квартирные оклады, установленные в первой половине 1870-х годов, давно уже оказываются не соответствующими действительным ценам на квартиры, почему квартирная повинность, вызывая со стороны городов более или менее значительные расходы на доплату к окладам при найме квартир для войск, ложится на бюджеты некоторых городов тяжелым бременем .
Изложенные правила не распространяются на Финляндском княжестве, где действали особые законы (1876 и 1882 годов), на губернии Царства Польского, Кавказский край и Туркестанское генерал-губернаторство.
На 1907 год постойная повинность сохранилась лишь для временного размещения Русских войск (первые три дня бесплатно) и при чрезвычайных обстоятельствах.

## Комментарии
1. ↑  Постойная повинность // Энциклопедический словарь Брокгауза и Ефрона : в 86 т. (82 т. и 4 доп.). — СПб., 1890—1907.
2. 1 2  Квартирная повинность // Малый энциклопедический словарь Брокгауза и Ефрона. — 2-е изд., вновь перераб. и значит. доп. — Т. 1—2. — СПб., 1907—1909.
3. ↑  Кантонир-квартиры // Энциклопедический словарь Брокгауза и Ефрона : в 86 т. (82 т. и 4 доп.). — СПб., 1890—1907.
4. ↑  Имперская армия // Энциклопедический словарь Брокгауза и Ефрона : в 86 т. (82 т. и 4 доп.). — СПб., 1890—1907.
5. ↑  Как развлекались и чем жили солдаты и офицеры. Дата обращения: 5 августа 2022. Архивировано 5 августа 2022 года.
6. ↑  Натуральный постой в XVIII-XIX вв. : через льготы к цивилизованным формам отношений армии и населения. Дата обращения: 11 июля 2024. Архивировано 11 июля 2024 года.
7. ↑  По сведениям, собранным податной комиссией, в 47 губ. имелись казармы, в которых могло поместиться 206549 нижн. чинов, а численность нижних. чинов военно-сухопутного ведомства, кроме состоявших на Кавказе, в Финляндии и Ц. Польском, составляла к 1 марта 1862 г. — 549283 («Труды Подат. ком.», т. IV, часть IV).
8. ↑  Московское губ. земское собрание постановило уплачивать за каждый постойный день, применяясь к существующей плате за ночлег на постоялых дворах, 1½ коп. за человека. С 1868 по 1873 г. земством уплачено 59,3 т. р. (maxim. в 1872 г. — 12,1 т. р., minimum в 1868 — 1,5 т. р.), число постойных дней в 1867—1873 гг. равнялось 3956 тыс.
9. ↑  Правовое регулирование постойной повинности в Российской империи в xviii-хiх вв. Дата обращения: 11 июля 2024. Архивировано 11 июля 2024 года.
10. ↑  По смете на 1895 г. ассигновано: на квартирные деньги офицерским чинам 4491,7 т. р., на наем помещений для нижних чинов 3924,7 т. р., для штабов, управлений и пр. 2974,2 т. р.
11. ↑  Так, напр., гор. Москвою получено за размещение войск в 1875—1884 гг. К. окладов 3097320 р., а израсходовано по К. довольствию войск (считая в том числе 5% за стоимость городских казарм, а также ремонт последних, и не считая расходов на постройку новых казарм, стоивших городу 1838 тыс. руб.) 5710494 р.; таким образом, средняя годовая приплата из средств города равнялась 261307 р. (см. Доклад комиссии по вопросу об отбывании в Москве воинской квартирной повинности, 1887 г.)